# Войцех Цейровський
Войцех Даніель Цейровський (пол. Wojciech Daniel Cejrowski; нар. 27 червня 1964, Ельблонг) — польський журналіст на радіо, сатирик, мандрівник, автор книжок і публікацій у пресі, мистецький керівник бібліотеки «Poznaj Świat», член «The Explorers Club», українофоб.

## Навчання
Закінчив XVII загальноосвітній ліцей імені Анджея Фрича Моджевського у Варшаві. Навчався у Театральній академії імені Олександра Зельверовича у Варшаві (відділ акторського мистецтва), у Люблінському католицькому університеті (історія мистецтва), у Варшавському університеті (соціологія та археологія); не закінчив навчання. Вчився також у Santa Clara University в Каліфорнії. У 2010 році розпочав заочне навчання соціології у Католицькому університеті в Любліні. 7 червня 2010 року ліценціат з соціології, тим самим розпочинаючи навчання на магістра.
Послугується іспанською і англійською (американська версія) мовами. Може порозумітись також російською і португальською (бразильська версія).

## Публічні виступи

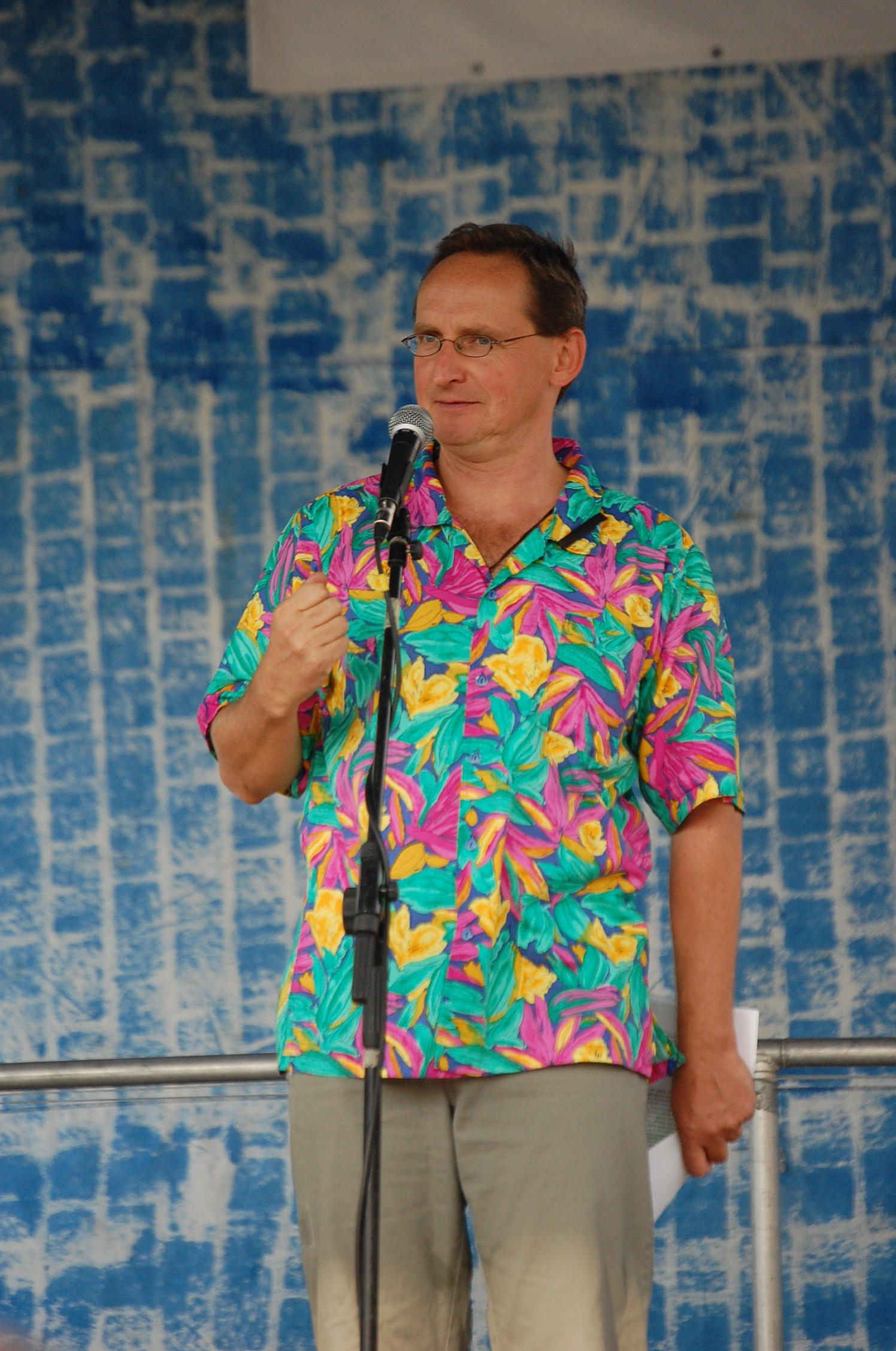
Войцех Цейровський

### Телебачення
Войцех Цейровський починав біля Войцеха Манна в програмі Non Stop Kolor на каналі TVP2 в 1992—1994 роках. Популярність йому принесла програма WC Kwadrans, яка транслювалась на каналі TVP1 в 1994—1996 роках. У цій програмі представляв консервативні погляди на суспільні питання, просував у ній позитивне значення слова „ciemnogród“ (темногрод, простацька консервативність), яке означає прив'язаність до традиційних цінностей.
Паралельно вів музичну програму під назвою Stajnia... на TVP1 і повторюваний на регіональних каналах TVP. В 1996—97 роках на замовлення Telewizja Niepokalanów (сьогодні TV Puls) зреалізував 30-серійний цикл Podróżnik, в якому розповідав про свої подорожі до Південної Америки. 1997 рік відзначився початком співпраці зі станцією RTL 7, де спочатку Войцех Цейровський виступав у гроні польських сатириків (між іншим Ян Петржак) в циклі сатиричних коментарів, потім (у 1999—2000 роках) вів ток-шоу Piękny i Bestia в дуеті з Аліцією Резіх-Модлінською. Потім перейшов на канал Polsat, де вів авторську програму Z kamerą wśród ludzi (2003—2004).
У 2004 році брав участь у появі програми на каналі Polsat Co się święci w mej pamięci, де був провідником по Святій Землі.
У 2006 році був членом журі в програмі Supertalent, яка транслювалась каналом TVP2, разом з Монікою Річардсон, Катажиною Фігура і Богуславом Качинським. 1 травня 2006 року на каналі TVP1 транслювалось односерійне ток-шоу Войцеха Цейровського і Мачея Хмеля Produkt jednorazowy.
В 2006—2007 роках був постійним гостем програми про подорожі на TVP Podróże z żartem.
З січня 2007 року на TVP2 щонеділі з'являлась його програма Boso przez świat. Програму було знято з ефіру TVP у травні 2009 року, коли Войцех Цейровський взяв участь у передвиборчій агітації політичної партії Prawica Rzeczypospolitej (Праві Речі Посполитої), заохочуючи віддати голос за Марка Юрка, однак через місяць після виборів до Європейського парламенту після численних протестів програму повернули до ефіру TVP2. Програма транслювалась публічним телебаченням до 2011 року.
Від 2008 до 2013 року пов'язаний з TVN Style. Був власником програми Po mojemu, а у 2011—2013 роках вів програму про мандри Wojciech Cejrowski. Boso.
З вересня 2013 програма Wojciech Cejrowski. Boso транслюється по TVN.

### Радіо
Роботу на Польському радіо розпочав у 1991 році біля Корнелія Пацуди циклом програм Czy jest miejsce na country w Polsce? Далі, в результаті підписання контракту з американським медіа концерном ABC у січні 1992 року через регіональне Польське радіо S.A. по всій країні почалось транслювання American Country Countdown в версії польською мовою. Войцех Цейровський, спочатку з Корнелієм Пацудою, вів цю програму протягом 11 років. Останнє, 519 видання, вийшло у січні 2003 року.
У 1993 році Войцех Цейровський отримав пропозицію роботи на приватній радіостанції Radio Kolor, якою володіли і заснували Войцех Манн і Кшистоф Матерна. Спочатку вів свою музичну програму, а потім програму Aeroplan з Беатою Павліковською і авторський вранішній блок, кожної суботи з 6 до 10 години. Ця програма була підставою появи телепрограми WC Kwadrans.
Співпраця з Radio Kolor закінчилась у 1997 році. В 1997—1999 роках працював на Radio Wawa. З 1995 року різні його програми потрапляють до кількадесяти приватних і публічних станцій на території всієї країни як зовнішня продукція. Між іншим: Na drugim końcu globusa, яка транслювалась в ефірі Polskie Radio Program I, Polskie Radio RDC, Polskie Radio Koszalin, Radio Merkury, Radio PiK і мережі Radio Plus.
З 1999 року розпочав постійну співпрацю з Polskie Radio Program I, яка складалась з закордонних кореспонденцій для Z pierwszej ręki і Radio kierowców, мандрівних оповідань в рамках Lato z Radiem і Cztery pory roku і авторських програм, які готувались на злеті Redakcja Muzyczna PR.
У 2007—2011 роках співпрацював з Polskie Radio Program III, де вів програму Audycja podzwrotnikowa і готував програму Pocztówka dźwiękowa Wojciecha Cejrowskiego. Презентував там музику з Латинської Америки і США, а також Африки і Австралії.
Наразі пов'язаний з спільнотою інтернет-радіо Wnet, є його співзасновником генератором ідей з Кшистофом Сковронським.

### Преса
Войцех Цейровський є також репортером і фейлетоністом. Пише фейлетони на суспільно-політичні теми (цикли фейлетонів для „Gazeta Polska“, „Fronda“, „Ilustrowany Kurier Polski“) і мандрівні репортажі (Rzeczpospolita, „Podróże”, „Voyage”, „Opcja na prawo”, „Poznaj Świat”, „National Geographic”). Раніше також публікував у „Tygodnik AWS”.

### Естрада
З 1995 року Войцех Цейровський їздить Польщею, Канадою, Сполученими Штатами, Австралією, Францією і Швейцарією з естрадними виступами в стилі стенд-ап-камеді під назвою „WC na stojaka” або „Boso do...“.

### Фестивалі темногроду
В 1996—2000 роках в Ошеку організував Фестиваль темногроду. З 1997 року на них відбувались концерти музики госпел і кантрі. Зустрічі організовувались з ціллю збирання людей з консервативними поглядами, які противились політкоректності. Цейровський хотів надати позитивне значення слову „ciemnogród” і поширювати цінності консерватизму та християнства.

### Інше
У 2000 році, продираючись через охорону у варшавській Galerii Zachęta, хотів закрити простирадлом фігуру Івана Павла ІІ, якого перекривав метеорит. Це мав бути протест проти образливої виставки. Виставку через короткий час було демонтовано силами тогочасних депутатів партії ZChN Вітольда Томчака і Халіни Новіни-Конопки, які перенесли метеорит, який закривав постать папи.

## Діяльність у області подорожей
Войцех Цейровський подорожував приблизно 60 країнами на 6 континентах. Найчастіше їздить до Амазонії, документуючи життя Індійців і Метисів, які там жили. Брав участь між іншим у першому подоланні болотистої пущі Дар'єн, на кордоні Колумбії та Панами (1996) і бере участь у перегонах Camel Trophy в Гаяні 1996 року, в рамках якої досяг між іншим далеких частин племені Wai Wai.
Подорожі:
- 1985 — Куба, Мексика — спелеологічна експедиція
- 1986 — Мексика — документація археологічних стоянок культури Тольтеків
- 1986 — Мексика — „Lakandoni – potomkowie Majów” (Лакандоні — потомки майя)
- 1987 — Мексика — документація археологічних стоянок майя
- 1987/1988 — Мексика — „Plemiona pogranicza – między światem Azteków i Majów”
- 1989 — СРСР — „Ławry – stolice Prawosławia”
- 1989 — Мексика — „Zagubione plemię – współcześni potomkowie Indian”
- 1990 — Гватемала, Гондурас, Мексика — „Mundo Maya”
- 1990 — СРСР — „Życie w komunałkach”
- 1990 – Кавказ
- 1991 – Коста-Рика, Нікарагуа, Гондурас, Сальвадор, Гватемала, Беліз – „Guerrilla – partyzanci, rebelianci i zwyczajni bandyci”
- 1991 – Гватемала– невідомі руїни майя, потомки невільників з Ямайки
- 1992 – Техас/Мексика– „Plemiona pogranicza – Tarahumara, Raramuri”
- 1993 – США – сучасні індіанські обряди pow-wow
- 1994 – Гондурас, Мексика – початок проекту „Indianie Miskito”
- 1995 – Колумбія – індіанці Kogi
- 1996 – Панама/Колумбія– піший похід Дарієн, індіанці Choco i Kuna
- 1997 – Венесуела/Бразилія – індіанці Yanomami, Kurripaco i Piaroa
- 1997 – Австралія – „Z Adelajdy na półwysep York”
- 1998 – Венесуела/Колумбія – індіанці Carapana
- 1998 – США/Канада/Мексика – „Mennonici, Amisze i Mormoni”
- 1999 – Гаяна/Венесуела/Бразилія — останні індіанці Wai Wai
- 1999/2000 – Марокко – „Życie codzienne na souku”
- 2000 – Парагвай/Бразилія – Менноніти, індіанці Ache, Ayoreo, Nivacle
- 2001 – Перу/Еквадор – переправа через ріку Напо, плем'я Sekoya
- 2002 – Колумбія, Перу, Бразилія – племена Marubo, Mayoruna i Yagua
- 2002 – Еквадор
- 2003 – Суринам/Гвіана Фр./ Бразилія– племена Bush Negros, Wayana, Tirio i Wai
- 2004 – Ізраїль/Палестина – слідами Ісуса
- 2004 – Коста-рика/Панама – Garifuna, африканське плем'я на Карибах
- 2005 – Болівія – зменшення єзуітські на болівійському Chaco, рікою Rio Madre de Dios до Перу
- 2006 – Перу– тропами інків, Мачу Пікчу, Cuzco
- 2006 – Мексика
- 2007 – Сенегал/Гамбія/Кабо-Верде
- 2007 – Еквадор
- 2007 – Перу/Колумбія/Бразилія
- 2007 – Тринідад і Тобаго
- 2007 – Намібія
- 2007 – Туніс
- 2008 – Перу
- 2008 – Мексика
- 2008 – Гватемала
- 2008 – Пуерто-Рико
- 2008 – Архіпелаг Вануату
- 2008 – Мадагаскар
- 2009 – Мексика
- 2009 – Венесуела
- 2009 – Таїланд
- 2009 – Колумбія/Перу/Еквадор– племена Jibaros (Achuar)
- 2009 – Бразилія
- 2009 — Мексика/Гватемала/Беліз
- 2010 – Конго/Габон
- 2010 – США(Небраска/Південна Дакота/Північна Дакота/Міннесота/Вайомінг/Айова)
- 2010 – Японія/Австралія/Фіджі – „Od Oceanu Indyjskiego do Pacyfiku”
- 2011 – Ефіопія
- 2011 – Ізраїль/Палестина
- 2011/2012 – США (Техас)
- 2012 – Кариби
- 2015 – США (Нью-Йорк/Нью-Джерсі)

## Організації
Войцех Цейровський належить до наступних організацій:
- Королівське географічне товариство в Лондоні — є третім поляком, який має статус реального члена
- The Explorers Club — Клуб відкривачів у США
- СМА — Country Music Association (США)
- ACMA – Australian Country Music Association (Австралія)
- Stowarzyszenie Muzyki Country (Польща) – з 2000 року є Генеральним секретарем
- South American Explorers Club

## Публікації

### Книжки
Видав кілька книжок; частина з них (Kołtun się jeży, Młot na lewicę i Sól do oka) це позиції з жанру публіцистики і політичного гумору. Інші — книжки про подорожі. Gringo wśród dzikich plemion отримала нагороду Bursztynowego Motyla im. Arkadego Fiedlera як найкраща книжка про подорожі у 2003 році. Відповідно до рейтингу Wręcz Przeciwnie, заробляючи у 2011 році 1,87 млн злотих, став в цьому ж році письменником, який заробляє найкраще в Польщі.
- Kołtun się jeży (Колтун їжиться) — з жанру публіцистики і політичного гумору. Видана в часи транслювання програми WC Kwadrans у 1996 році видавництвом W.Cejrowski Ltd. Продано 98 000 екземплярів.
- Podróżnik WC (Мандрівник ВЦ) — 1997, wydanie II poprawione: 2010
- WC na końcu Orinoko — книжка видана у 1998 році, видавництво W.Cejrowski Ltd. Як література про пригоди і подорожі, описує одну з експедицій автора, яку він здійснював у околицях Оріноко. Видано 3000 екземплярів.
- Młot na lewicę (Молот на ліво) — книжка з жанру публіцистики і політичного гумору видана у 1999 році видавництвом W.Cejrowski Ltd. Книга є збіркою текстів, написаних автором з часів закінчення програми WC Kwadrans. Позиція видана в сукупному накладі 1300 екземплярів, наразі доступна у електронній версії.
- Сіль до ока — книжка з жанру публіцистики і політичного гумору. Є коментарями автора відносно дійсної політичної, суспільної ситуації. Була видана у 2002 році видавництвом W. Cejrowski Ltd загальним накладом 2000 екземплярів.
- Gringo wśród dzikich plemion (Грінго серед диких племен) (2003)
- Rio Anaconda (2006)
- Wyspa na prerii (Острів на прерії) (2014)

Інше:
- Nie kucaj w ostrogach (2002) – spolszczenie
- Nasze Polskie Wigilie w opowiadaniach (2006) – збірка

### Фільми
Разом з TVP видав на сьогоднішній день 16 дисків з фільмами Boso przez świat.

### Музика
У співпраці з EMI Music Poland розпочав серію CD дисків з тропічною музикою, яка є збіркою творів різних закордонних виконавців. На сьогоднішній день випущена перша позиція з серії Ananas Bananas.

## Карний процес
У 1999 році Войцех Цейровський рішенням суду отримав штраф у розмірі 3000 злотих за свої слова в адресу президента РП Олександра Квасневського, які суд прийняв за зневагу до голови держави (це злочин за ст. 135 § 2 Кримінального кодексу). Цейровський казав про Квасневського, між іншим, що він є „комуністичним бюрократом“, „другим Єльцином, який пиячить за державні гроші“, „це примітивний бабник і пияка!“ або „Квасневський своєю товстою дупою образив гідність посади президента“ — це щодо візиту президента до Харкова.

## Погляди

### Ставлення до України
У 2017 році заявив, що всі україці це ґвалтівники та різники.
У 2022 році  поширював тези російської пропаганди, звинувачував США і НАТО в російському вторгненні в Україну.

### Теорії змови
Войцех Цейровський є прихильником різноманітних антинаукових теорій змов. Є антивакцинатором. У 2019 поширював фейк про те, що в Ізраїлі заборонено будувати антени 5G.

## Інша діяльність
У 2010 році на ринку з'явилась серія одягу під його іменем і прізвищем — WC Collection. У 2011 з'явився Sklep Kolonialny (Колоніальний Магазин), де Войцех Цейровський пропонує одяг, косметику, мате, релігійні символи та інше.
За кілька днів перед другим туром президентських виборів у Польщі в 2015 році, Цейровський опублікував на порталі YouTube відео, в якому розірвав плакат кандидата Броніслава Коморовського і закликав  „не вибирати сміття“.

## Фільмографія
- «Kielce — Czyli Polski Bronx» (Кельце — або польський Бронкс) (1995, reżyseria: Bogna Świątkowska, Marek Lamprecht; wypowiedź archiwalna)

## Публікації про Цейровського
- Królikowska B., Rott D. Strategie autoprezentacyjne w reportażach podróżniczych Wojciecha Cejrowskiego, Oficyna Wydawnicza Humanitas, Sosnowiec 2010.
- Grzegorz Brzozowicz Cejrowski. Biografia, Zysk i S-ka, 2010

## Нагороди
- 6 номінацій на нагороду Wiktory за діяльність на телебаченні (категорії: найкращий актор, найкращий журналіст, коментатор-публіцист, найкращий телеведучий, найбільше телевізійне відкриття року, найзначуща телеперсона)
- Лауреат Wiktory 2010 в категорії Największe odkrycie telewizyjne w roku 2009
- „Найцікавіша людина року“ — звання, яке надала Gazeta Polska
- „Bursztynowy motyl” 2003 – нагорода імені Аркадія Фєдлера за найкращу книжку року про мандри („Gringo wśród dzikich plemion”)
- „Świry 2004” – номінація в категорії „найбільш шалена телеособистість”
- На ІІ Міжнародному фестивалі туристичних Фільмів його програма „Boso przez świat“ отримала нагороду в категорії найкраща туристична телепрограма
- Золота медаль в категорії Travel & Tourism в 51 міжнародному конкурсі New York Festivals 2008
- AkumulaTOR 2008 — журналіст, який заряджає студентів позитивною енергією (Студентські журналістські нагороди MediaTory)
- „Błękitny Melonik” — спеціальна нагорода на VIII Фестивалі доброго гумору
- Бестселер 2008 за версією Empik — за книгу „Gringo wśród dzikich plemion” яка найкраще продавалась в категорії Польська література
- Звання „магістр honoris causa“ отримав у 2009 році через студентське самоврядування Люблінського католицького університету і Економічного університету в Познані
- Лауреат VII версії загальнопольського літературного конкурсу Пера Пави (Pawiego Pióra)
- Бестселер 2010 за версією Empik — за фільм, який мав найкращі показники продажу „Boso przez świat: Tajlandia” в категорії Документальний фільм

## Приватне життя
Батько — Станіслав Цейровський — відомий аніматор і джаз-мен. У 1994 році взяв церковний шлюб з Беатою Павліковською. У 2004 році за посередництвом ЗМІ Павліковська повідомила, що вони розійшлись. Єпископський суд постановив, що шлюб не було укладено.